# Formule d'inversion de Möbius
La formule d'inversion de Möbius classique a été introduite dans la théorie des nombres au cours du XIXe siècle par August Ferdinand Möbius. Elle a été généralisée plus tard à d'autres « formules d'inversion de Möbius ».

## Énoncé
La version classique, déclare que pour toutes fonctions arithmétiques f et g, on a
si et seulement si f est la transformée de Möbius de g, c.-à-d.
où μ est la fonction de Möbius et les sommes portent sur tous les diviseurs strictement positifs d de n.
L'équivalence reste vraie si les fonctions f et g (définies sur l'ensemble ℕ* des entiers strictement positifs) sont à valeurs dans un groupe abélien (vu comme ℤ-module).

## Preuve par convolution

### Convolution de Dirichlet
On se place dans l'anneau commutatif F des fonctions arithmétiques, défini comme suit. L'ensemble F des fonctions arithmétiques est naturellement muni d'une addition qui en fait un groupe abélien. On le munit d'une deuxième loi interne, la convolution de Dirichlet, en associant à deux éléments f et g de F la fonction f ✻ g définie par :
Cette loi sur F est associative, commutative et distributive par rapport à l'addition, et il existe un élément neutre : la fonction notée ici δ1 et définie par δ1(1) = 1 et pour tout entier n > 1, δ1(n) = 0.
Le groupe des inversibles (F×, ✻) de cet anneau est le groupe abélien constitué des fonctions f telles que f(1) ≠ 0 (les  fonctions multiplicatives en forment un sous-groupe).

### Démonstration
En notant 1 la fonction constante 1(n) = 1, la formule d'inversion se réécrit :
Cette équivalence résulte de la définition de μ comme l'inverse de 1 pour la convolution ✻ :
qui donne bien :
{\displaystyle g=f*{\rm {1}}\Rightarrow g*\mu =f*{\rm {1}}*\mu =f*\delta _{1}=f}
et
{\displaystyle f=g*\mu \Rightarrow f*{\rm {1}}=g*\mu *{\rm {1}}=g*\delta _{1}=g}.
Ces calculs restent valables pour f et g à valeurs dans un groupe abélien (G, +) car le sous-anneau de F constitué des applications à valeurs entières contient μ et 1, et les applications de ℕ* dans G forment un module à droite sur cet anneau, la loi externe étant la convolution définie par les mêmes formules.

## Généralisation et preuve combinatoire

### Contexte
Une approche combinatoire permet de généraliser l'étude ci-dessus. Soit A un ensemble partiellement ordonné dont la relation d'ordre est notée ≤. On définit les chaînes par :

Soient a et b deux éléments de A tels que a ≤ b. Pour tout entier naturel p, on appelle « chaîne de longueur p joignant a à b », toute suite finie (x0, x1, ..., xp) telle que :
{\displaystyle a=x_{0}<x_{1}<\cdots x_{p-1}<x_{p}=b,}
et l'on note cp(a, b) le nombre de ces chaînes.
En supposant que l'ordre sur A est localement fini (en), c'est-à-dire qu'il n'existe qu'un nombre fini d'éléments situés entre a et b, Gian-Carlo Rota construit alors une nouvelle fonction de Möbius, qu'il note μA, caractérisée par :

Soient a et b deux éléments de A tel que a < b :
{\displaystyle \mu _{A}(a,a)=1\quad {\text{et}}\quad \sum _{a\leq c\leq b}\mu _{A}(a,c)=\sum _{a\leq c\leq b}\mu _{A}(c,b)=0,}
Elle généralise la fonction de Möbius classique μ :

Pour A = ℕ*, ordonné par « a ≤ b lorsque a est un diviseur de b », on a
{\displaystyle \forall a,b\in \mathbb {N} ^{*},\quad a\mid b\Rightarrow \mu _{A}(a,b)=\mu (b/a).}

### Formule d'inversion de Rota
La fonction μA vérifie la formule d'inversion suivante, qui généralise celle pour μ :

{\displaystyle \forall b\in A\quad g(b)=\sum _{a\leq b}f(a)\quad \Longleftrightarrow \quad \forall b\in A\quad f(b)=\sum _{a\leq b}g(a)\mu _{A}(a,b).}
En effet, le produit de convolution de Dirichlet se généralise, permettant d'associer à tout ordre localement fini A son algèbre d'incidence (en), et μA s'interprète alors comme un inverse dans cet anneau unitaire. Ceci fournit in fine une preuve très courte — analogue à celle donnée plus haut pour μ — de la formule d'inversion ci-dessus, mais nécessite de développer au préalable cette théorie,, alors qu'un calcul direct est possible :
En appliquant cette formule à d'autres ensembles partiellement ordonnés localement finis que celui des entiers strictement positifs ordonné par divisibilité, on obtient d'autres formules d'inversion de Möbius, comprenant entre autres le principe d'inclusion-exclusion de Moivre.
Lorsque l'ordre utilisé est l'ordre usuel sur les entiers naturels non nuls, on obtient la formule suivante, utile en combinatoire :
si F et G sont deux fonctions définies sur l'intervalle [1, +∞[ de ℝ à valeurs complexes et si α et β sont deux fonctions arithmétiques inverses l'une de l'autre pour la convolution de Dirichlet (en particulier si α = 1 et β = μ), alors
{\displaystyle \forall x\geq 1\quad G(x)=\sum _{1\leq n\leq x}\alpha (n)F(x/n)\quad \Longleftrightarrow \quad \forall x\geq 1\quad F(x)=\sum _{1\leq n\leq x}\beta (n)G(x/n)}.

## Applications
Des exemples sont donnés dans l'article Fonction multiplicative.

### Arithmétique modulaire
L'indicatrice d'Euler φ vérifie :
La formule d'inversion donne alors :

### Polynôme cyclotomique
La formule d'inversion de Möbius est valable pour toute fonction f de N* dans un groupe abélien. Si ce groupe est noté multiplicativement, la formule devient :
En prenant, comme groupe multiplicatif, celui des fractions rationnelles non nulles à coefficients rationnels et, comme fonction f, celle qui associe à tout entier n > 0 le ne polynôme cyclotomique Φn, on obtient, en vertu de l'égalité
un moyen de calculer le ne polynôme cyclotomique :
Ces deux équations précisent celles du paragraphe précédent, qui correspondent au degré des polynômes en jeu.

### Polynôme irréductible et corps fini
Certains codes correcteurs, comme les codes cycliques sont construits à l'aide de l'anneau des polynômes à coefficients dans le corps fini Fq à q éléments et d'un polynôme irréductible et unitaire de degré n, où n est premier avec q[réf. nécessaire]. C'est l'une des raisons pour lesquelles on s'intéresse au nombre mn(q) de polynômes irréductibles unitaires de degré n à coefficients dans Fq. Cette question est un exemple de problème de dénombrement faisant intervenir la fonction de Möbius.
On démontre algébriquement que
Par inversion de Möbius, on en déduit :